# Michel Garbini
Michel Garbini est un footballeur brésilien né le 9 juin 1981 à Vitória (Brésil). Il a joué au Standard de Liège au poste de défenseur.

## Palmarès
- Vice-champion de Belgique en 2006 avec le Standard de Liège